# Atyria matutinella
Atyria matutinella är en fjärilsart som beskrevs av Embrik Strand 1921. Atyria matutinella ingår i släktet Atyria och familjen mätare. Inga underarter finns listade i Catalogue of Life.